# Cythere pectunculata
Cythere pectunculata is een mosselkreeftjessoort uit de familie van de Cytheridae. De wetenschappelijke naam van de soort is voor het eerst geldig gepubliceerd in 1902 door Chapman.